# 발렌투나시

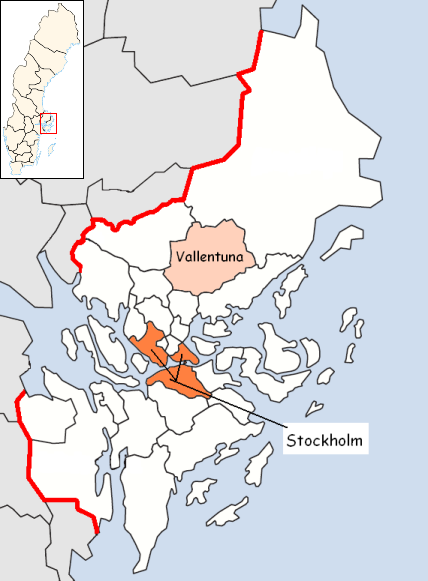
발렌투나 시의 위치

발렌투나시(스웨덴어: Vallentuna kommun)는 스웨덴 스톡홀름주에 위치한 지방 자치체로 행정 중심지는 발렌투나이며 면적은 368.97km2, 인구는 32,785명(2016년 12월 31일 기준), 인구 밀도는 89명/km2이다.

시 문장